# Miotapirus
Miotapirus is een monotypisch geslacht van uitgestorven zoogdieren, dat voorkwam in het Vroeg-Mioceen.

## Beschrijving
Dit twee meter lange onevenhoevige dier had een zwaar lichaam, korte poten en staart, flexibele snuit met een slurfje en een korte hals. Dit zijn kenmerken, die bij de huidige tapirs nagenoeg onveranderd zijn gebleven.

## Leefwijze
Het veelzijdige dier was waarschijnlijk een nachtdier. Het bezat de eigenschap om zich aan elke willekeurige habitat aan te passen.

## Vondsten
Resten van dit dier werden gevonden in Noord-Amerika, tussen zeeniveau en 4500 meter hoogte.